# Bellanca CH-300
Il Bellanca CH-300 Pacemaker era un monomotore da trasporto passeggeri e multiruolo ad ala alta prodotto dall'azienda statunitense Bellanca Aircraft Company negli anni venti e trenta.

## Storia del progetto
Il CH-300 era lo sviluppo del Bellanca CH-200, equipaggiato con i più potenti motori Wright Whirlwind. Come il CH-200, divenne ben presto rinomato per l'affidabilità e la resistenza sulle lunghe distanze.
Alcuni degli ultimi modelli CH-300W furono dotati del motore Pratt & Whitney R-985 che verrà poi adottato dal successivo CH-400.
In Alaska e in Canada i Bellanca erano molto popolari. I CH-300 operanti in Canada furono inizialmente importati dagli Stati Uniti ma gli ultimi 6 furono costruiti dalla Canadian Vickers e consegnati alla Royal Canadian Air Force, principalmente utilizzati per la fotografia aerea.

## Primati
Nel 1929, George Haldeman completò il primo volo non-stop da New York a Cuba in 12 ore e 56 minuti, volando su uno dei primi CH-300.
Nel 1931, un Bellanca CH-300 dotato di un motore Diesel Packard DR-980, pilotato da Walter Lees e Frederick Brossy, stabilì un record di 84 ore e 32 minuti di permanenza in volo senza essere rifornito di carburante. Questo record rimase imbattuto per 55 anni, superato solo nel 1986 dall'aereo da primato Rutan Voyager.
Nel 1933 il CH-300 denominato Lituanica, modificato allo scopo, volò dagli Stati Uniti attraverso l'Oceano Atlantico pilotato dai lituano-americani Steponas Darius e Stasys Girėnas. Dopo aver percorso con successo 6 411 km (più di 7 000 km di volo effettivo), precipitò nei pressi di Soldin, a causa di circostanze indeterminate, a meno di 650 km dalla destinazione di Kaunas.

## Utilizzatori

### Civili
Canada
Austin Airways
Canadian Airways
Royal Canadian Air Force (13)
Starratt Airways
 El Salvador
TACA Airlines
 Messico
Aeronaves de Mexico
 Norvegia
Widerøes Flyveselskap
 Stati Uniti
Star Air Service
Wien Air Alaska

### Governativi
Stati Uniti
Civil Aeronautics Authority (5+)
Dipartimento del Commercio